# Alice Piguet
Pour les articles homonymes, voir Piguet.
Alice Piguet (née Alice Odette Pourcherol le 16 septembre 1901 à Nîmes et morte le 24 juin 1993 à Paris 5e) est une écrivaine de langue française, auteure de romans pour la jeunesse.
Sous le nom d’Alice de Chavannes, elle a aussi écrit des romans sentimentaux.

## Sélection de publications
- Alice Piguet (ill. Alexandre Serebriakoff), Notre France, Desclée de Brouwer, 1929.
- Alice Piguet (ill. Alexandre Serebriakoff), Tirely astronome, Gallimard, coll. « Gai Savoir », 1935.
- Alice Piguet, Thérèse et le Jardin, Bourrelier, 1945. (Prix Jeunesse)
- Alice Piguet (ill. Xavier Justh), Tonio, le bouligant, Magnard, coll. « Fantasia, n°54 », 1964; rééd. 1969.
- Alice Piguet (ill. Xavier Saint Justh), Tonio et les traboules, Magnard, coll. « Fantasia, n°73 », 1966. (Prix Fantasia 1967)
- Alice Piguet (ill. Jean Reschofsky), La demoiselle du Roy, G. P., coll. « collection Rouge et Or Dauphine, n°146 », 1968.
- Alice Piguet (ill. Jacques Pecnard), Temps d'orage, vol. no 285, G._P., coll. « collection Rouge et Or Souveraine », 1970.
- Alice Piguet (préf. André Latreille, ill. Patrick Philippon), Tonio la franchise, Magnard, coll. « Fantasia, n°122 », 1970, 190 p..
- Alice Piguet (ill. Gaston Rischmann, photo: A. Michaud), Le Chasseur des avents, Le cercle d'or, coll. « Le Rond des provinces: la Bourgogne », 1972.
- Alice Piguet (ill. Patrick Philippon), Traîne-les-Cœurs, Magnard, coll. « Fantasia », 1977, 192 p.
- Alice Piguet (ill. Michèle Delagoutte), Tremblez Godons !, Magnard, coll. « Fantasia, série « bleue » no 53 », 1978, 149 p.

Sous le nom d'Alice de Chavannes
- 1947 : Fleur de pagode, illustrations Roger Briard, Éditions Dumas, coll. « Bibliothèque Pervenche », no 17, 186 p.
- 1948 : Dans l'ombre de Red-Hall, Éditions Dumas, coll. « Bibliothèque Pervenche », no 43, 185 p.
- 1951 : L'Ange de Reims, Éditions Dumas, coll. « Bibliothèque Pervenche », no 95, 192 p.
- 1952 : Hirondelle d'amour, Éditions de Montsouris, Collection Stella, no 563, 128 p.
- 1952 : Le Violon sur la dune, Éditions de Montsouris, Collection Stella no 579, 128 p.
- 1952 : Le Lit Rouge, Éditions SEPIA, Collection Fama, no 39, 132 p.
- 1953 : Le cœur volant, Éditions Chantal, coll. « Le Roman de Madame », 190 p.
- 1959 : Au Château des Amours, Éditions Tallandier, coll. « Bibliothèque Pervenche », no 198, 188 p.
- 1960 : Paris Printemps, Éditions Jacquier, coll. « Le temps d'aimer », no 6, 250 p.
- 1961 : Rencontre à Cinélandia, Éditions Tallandier, coll. « Bibliothèque Pervenche », no 217.
- 1962 : Adieu Riviera, Éditions Mondiales, coll. « Delphine », 143 p.
- 1963 : Valdfeu, Éditions France-Empire, coll. « À la Belle Hélène », 219 p.; rééd. au Club du Roman féminin, 1963.
- La main qui guérit, Petit format, Montréal.

## Prix et récompenses
- Prix Jeunesse en 1945 pour Thérèse et le Jardin
- Prix Fantasia 1967 pour Tonio et les traboules, Éditions Magnard, Collection Fantasia, no 73, 1966